# INDクイーンズ・ブールバード線
INDクイーンズ・ブールバード線（IND Queens Boulevard Line、QBLとも略される）はニューヨーク市地下鉄Bディビジョンの路線で、マンハッタン区とクイーンズ区を結んでいる。全線地下を通り、マンハッタンから53丁目の下を通って東進しクイーンズ区ジャマイカに向かっている。マンハッタンおよびクイーンズ区ロングアイランド・シティの複線区間はIND53丁目線（IND 53rd Street Line）とも呼ばれる。

## 経路
INDクイーンズ・ブールバード線の起点はジャマイカ-179丁目駅（E系統、F系統）で、ヒルサイド・アベニューの下を複々線で走行している。ヴァン・ワイク高速道の下で北に曲がり、アーチャー・アベニュー線からの複線（E系統）が合流する。そのすぐ先で西に曲がり、クイーンズ・ブールバードの下を走る。

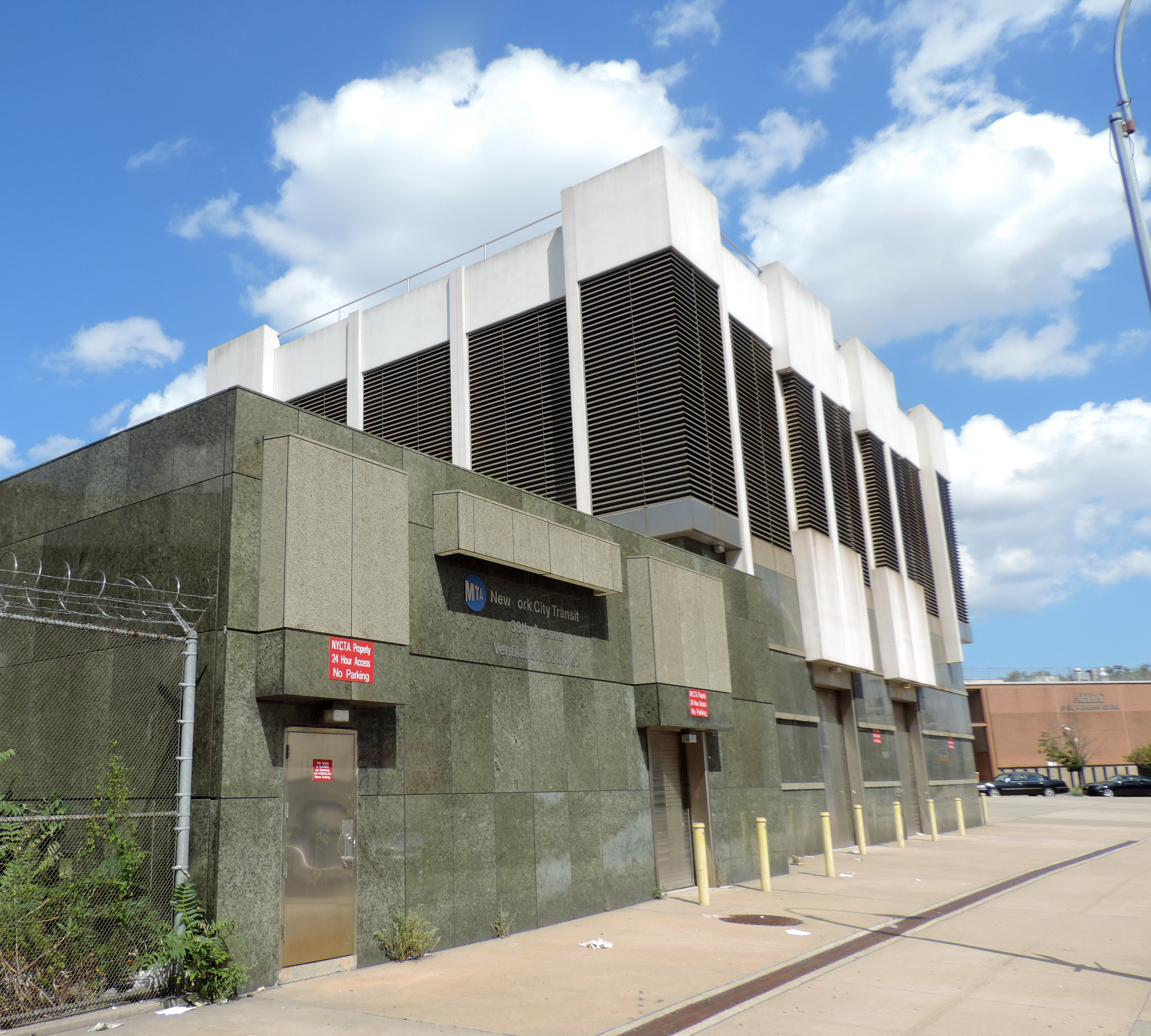
ノーザン・ブールバードにある39番街複合換気施設（39th Avenue Ventilation Complex）

キュー・ガーデン-ユニオン・ターンパイク駅の東でジャマイカ車両基地に向かう連絡線が東に分岐する。この連絡線はY字型になっており、もう一方は西へ延びてキュー・ガーデンズ-ユニオン・ターンパイク駅のすぐ西で本線の下層に潜り、75番街駅を通過したところで本線に合流する。
フォレスト・ヒルズ-71番街駅はM系統とR系統の東端駅で、ここからはE系統・F系統・M系統・R系統がクイーンズ・ブールバードを西進し、グランド・アベニュー-ニュータウン駅を過ぎたところで北に曲がってブロードウェイの下に入る。ジャクソン・ハイツ-ルーズベルト・アベニュー駅には計画のみで終わった第二独立地下鉄網用のトンネルがあり、駅の上層階（未使用）に繋がっている。ブロードウェイ-ノーザン・ブールバード交差点では、ノーザン・ブールバード駅の西で急行線が西に曲がってノーザン・ブールバードの下に入る。一方、緩行線はいったん急行線と分かれてブロードウェイの下をさらに進み、スタインウェイ・ストリートで南に曲がった後さらに西に曲がってノーザン・ブールバードの下に入り、再び急行線と並走する。この区間はニューヨーク市地下鉄で2つしかない急行線と緩行線が別経路を通る区間の1つである（もう1つはINDカルバー線の7番街駅-チャーチ・アベニュー駅間である）
36丁目駅でIND63丁目線（F系統）が分かれて41丁目の下をマンハッタンに向かっていく。クイーンズ・ブールバード線は引き続きノーザン・ブールバードの下をクイーンズ・プラザ駅まで走行する（E系統・M系統・R系統）。急行線（E系統・M系統）はマンハッタンに向かって44番ドライブの下を進み、緩行線は60丁目トンネル連絡線を経て北西に進むルート（R系統）とINDクロスタウン線に入ってジャクソン・アベニュー（ノーザン・ブールバードのクイーンズ・プラザ以南の区間）を進むルート（定期列車なし）に分かれる。ここからクイーンズ・ブールバード線は複線になる。
クイーンズ・ブールバード線はさらに西進し、53丁目トンネルでイースト川を潜ってマンハッタン区に入る。レキシントン・アベニュー-53丁目駅を過ぎると西行き線は東行き線の上を通るようになる。5番街/53丁目駅の先で西行き線はIND6番街線の南行き緩行線と合流し、ここからIND63丁目線とその連絡線が始まる。ここで6番街線の急行線は53丁目の下を西に曲がり、クイーンズ・ブールバード線のすぐ南を通る。両線は7番街駅のホームを共有しているが、接続線は設けられていない。
その後、クイーンズ・ブールバード線は南に曲がってIND8番街線の下を通って50丁目駅の下層ホームに入線する。ここで42丁目-ポート・オーソリティ・バスターミナル駅の北で8番街線と合流する線路が分岐する。42丁目-ポート・オーソリティ・バスターミナル駅の最下層ホームには、かつてクイーンズ・ブールバード線からの南行き線 が入線し、8番街線の南行き線は駅の南で1本になっていたが、長らく使われなかったこのホームは2013年6月に7系統延伸計画のため取り壊された。

## 駅一覧
| 地区                         | バリアフリー・アクセス                                                                | 駅                                            | 停車種別 | 停車系統    | 開業日         | 乗換・備考                                       |
| ---------------------------- | ------------------------------------------------------------------------------------- | --------------------------------------------- | -------- | ----------- | -------------- | ------------------------------------------------ |
| ジャマイカ地区               | バリアフリー・アクセス                                                                | ジャマイカ-179丁目駅                          | 全て     | E F <F>     | 1950年12月10日 |                                                  |
| ジャマイカ地区               |                                                                                       | 169丁目駅                                     | 普通     | E F <F>     | 1937年4月24日  |                                                  |
| ジャマイカ地区               |                                                                                       | パーソンズ・ブールバード駅                    | 全て     | E F <F>     | 1937年4月24日  |                                                  |
| ジャマイカ地区               |                                                                                       | サットフィン・ブールバード駅                  | 普通     | E F <F>     | 1937年4月24日  | Q44セレクト・バス・サービス                      |
| ジャマイカ地区               | INDアーチャー・アベニュー線 (E ) が合流                                               |                                               |          |             |                |                                                  |
| ブライアーウッド             |                                                                                       | ブライアーウッド駅                            | 普通     | E F         | 1937年4月24日  | Q44セレクト・バス・サービス                      |
| ジャマイカ車両基地への連絡線 |                                                                                       |                                               |          |             |                |                                                  |
| キュー・ガーデン地区         | バリアフリー・アクセス                                                                | キュー・ガーデン-ユニオン・ターンパイク駅     | 全て     | E F <F>     | 1936年12月31日 |                                                  |
| フォレスト・ヒルズ           |                                                                                       | 75番街駅                                      | 普通     | E F         | 1936年12月31日 |                                                  |
| フォレスト・ヒルズ           | ジャマイカ車両基地への連絡線、INDワールズ・フェア線の跡                               |                                               |          |             |                |                                                  |
| フォレスト・ヒルズ           | バリアフリー・アクセス                                                                | フォレスト・ヒルズ-71番街駅                   | 全て     | E F <F> M R | 1936年12月31日 |                                                  |
| レゴ・パーク地区             |                                                                                       | 67番街駅                                      | 普通     | E M R       | 1936年12月31日 |                                                  |
| レゴ・パーク地区             |                                                                                       | 63番ドライブ-レゴ・パーク駅                   | 普通     | E M R       | 1936年12月31日 |                                                  |
| エルムハースト               |                                                                                       | ウッドヘイブン・ブールバード駅                | 普通     | E M R       | 1936年12月31日 |                                                  |
| エルムハースト               |                                                                                       | グランド・アベニュー-ニュータウン駅           | 普通     | E M R       | 1936年12月31日 |                                                  |
| エルムハースト               |                                                                                       | エルムハースト・アベニュー駅                  | 普通     | E M R       | 1936年12月31日 |                                                  |
| ジャクソン・ハイツ           | バリアフリー・アクセス                                                                | ジャクソン・ハイツ-ルーズベルト・アベニュー駅 | 全て     | E F <F> M R | 1933年8月19日  | IRTフラッシング線 (7 ) 74丁目-ブロードウェイ駅   |
| ウッドサイド                 |                                                                                       | 65丁目駅                                      | 普通     | E M R       | 1933年8月19日  |                                                  |
| ウッドサイド                 | 急行線が緩行線下へ潜り、分岐 (E F )                                                   |                                               |          |             |                |                                                  |
| ウッドサイド                 |                                                                                       | ノーザン・ブールバード駅                      | 普通     | E M R       | 1933年8月19日  |                                                  |
| アストリア                   |                                                                                       | 46丁目駅                                      | 普通     | E M R       | 1933年8月19日  |                                                  |
| アストリア                   |                                                                                       | スタインウェイ・ストリート駅                  | 普通     | E M R       | 1933年8月19日  |                                                  |
| 急行線が合流 (E F )          |                                                                                       |                                               |          |             |                |                                                  |
| ロングアイランドシティ       |                                                                                       | 36丁目駅                                      | 普通     | E M R       | 1933年8月19日  |                                                  |
| ロングアイランドシティ       | IND63丁目線が分岐 (F <F>)                                                             |                                               |          |             |                |                                                  |
| ロングアイランドシティ       | バリアフリー・アクセス                                                                | クイーンズ・プラザ駅                          | 全て     | E M R       | 1933年8月19日  |                                                  |
| ロングアイランドシティ       | 緩行線がINDクロスタウン線 (定期列車なし) と60丁目トンネル連絡線 (R ) となって分岐する |                                               |          |             |                |                                                  |
| ロングアイランドシティ       |                                                                                       | コート・スクエア-23丁目駅                     | 急行     | E M         | 1939年8月28日  | INDクロスタウン線 (G ) IRTフラッシング線 (7 )    |
| 53丁目トンネル               |                                                                                       |                                               |          |             |                |                                                  |
| ミッドタウン                 | バリアフリー・アクセス                                                                | レキシントン・アベニュー-53丁目駅             | 急行     | E M         | 1933年8月19日  | IRTレキシントン・アベニュー線 (4 6 <6>) 51丁目駅 |
| ミッドタウン                 |                                                                                       | 5番街/53丁目駅                                | 急行     | E M         | 1933年8月19日  |                                                  |
| ミッドタウン                 | IND6番街線との接続線 (M )                                                             |                                               |          |             |                |                                                  |
| ミッドタウン                 |                                                                                       | 7番街駅                                       | 急行     | E           | 1933年8月19日  | IND6番街線 (B D )                                |
| ミッドタウン                 | [ note 2 ]                                                                            | 50丁目駅                                      | 急行     | E           | 1933年8月19日  | IND8番街線 (A C ) (同一方向での乗り換えのみ)     |
| ミッドタウン                 | IND8番街線に合流 (A C )                                                               |                                               |          |             |                |                                                  |